# Sílvio
Sílvio Manuel Azevedo Ferreira Sá Pereira, kurz Sílvio (* 28. September 1987 in Lissabon), ist ein portugiesischer Fußballspieler. 2022 wechselte er zur UD Vilafranquense in die Segunda Liga.

## Karriere

### Vereine
Sílvio begann seine Karriere in der Jugend von Benfica Lissabon. 2006 wechselte er zum AC Cacém, 2007 zum Odivelas FC. Auch hier verließ er den Verein wieder nach einem Jahr und wechselte zum Rio Ave FC. Dort debütierte Sílvio am 24. August 2008 in der Eliteliga Portugals gegen seinen Ex-Verein SL Benfica. In seinen zwei Jahren war Sílvio stets Stammspieler.
Zur Saison 2010/11 wechselte Sílvio zu Sporting Braga. Auch hier entwickelte er sich zum Stammspieler. In der Europa League kam er mit seinem Verein bis ins Finale, in dem man mit 0:1 am FC Porto scheiterte.
Zur Saison 2011/12 wechselte Sílvio zu Atlético Madrid. Dort kam er jedoch nicht über die Rolle des Einwechselspielers hinaus, da ihm auf seiner Position meist Juanfran vorgezogen wurde. Mit seiner Mannschaft gewann er im Mai 2012 die UEFA Europa League.
Nachdem Sílvio in der Hinrunde der Saison 2012/13 lediglich einmal eingesetzt worden war, wechselte er im Januar 2013 auf Leihbasis bis Saisonende zu Deportivo La Coruña. Mit dem Verein aus Galicien stieg er am Ende der Spielzeit in die Segunda División ab. Zur Saison 2013/14 kehrte er auf Leihbasis zu Benfica Lissabon in die Primeira Liga zurück. Am 1. September 2014 wurde die Leihe bis zum Ende der Saison 2014/15 verlängert.

### Nationalmannschaft
Sílvio ist derzeit A-Nationalspieler seines Heimatlandes. Er debütierte am 7. September 2010 unter dem damaligen Trainer Carlos Queiroz.

## Titel und Erfolge
Atlético Madrid
- Europa-League-Sieger: 2012

Benfica Lissabon
- Portugiesischer Meister: 2014, 2015, 2016